# Jesús Martínez Oliva
Jesús Martínez Oliva (Murcia, 1969) es un artista contemporáneo y profesor universitario español. Basa su investigación tanto a nivel teórico como desde la práctica artística en la problemática de la articulación de las identidades desde las perspectivas del género y la sexualidad.